# Fantasy-Jahr 1968
Übersicht

◄◄ | ◄ | 1964 | 1965 | 1966 | 1967 | Fantasy-Jahr 1968 | 1969 | 1970 | 1971 | 1972 | ► | ►►

Weitere Ereignisse

## Ereignisse
- Goldene Leinwand an Die Nibelungen, 1. Teil – Siegfried für mehr als 3 Millionen Zuschauer

## Neuerscheinungen Literatur
| Deutscher Titel                   | Deutschsprachiges Erscheinungsjahr | Originaltitel                    | Autor                                              | Anmerkungen                                  |
| --------------------------------- | ---------------------------------- | -------------------------------- | -------------------------------------------------- | -------------------------------------------- |
| Taran und das Zauberschwert       | 1974                               | The High King                    | Lloyd Alexander                                    | Rezension – Gewinner der Newbery Medal, 1969 |
| Conan der Wanderer                | 1971                               | Conan the Wanderer               | L. Sprague de Camp & Robert E. Howard & Lin Carter |                                              |
| Conan von den Inseln              | 1972                               | Conan of the Isles               | L. Sprague de Camp & Lin Carter                    |                                              |
| Conan der Freibeuter              | 1970                               | Conan the Freebooter             | L. Sprague de Camp & Robert E. Howard & Lin Carter |                                              |
| Conan der Abenteurer              | 1971                               | Conan the Adventurer             | L. Sprague de Camp & Robert E. Howard              |                                              |
| Conan der Rächer                  | 1972                               | Conan the Avenger                | Björn Nyberg & L. Sprague de Camp                  |                                              |
| Thongor in der Stadt der Zauberer | 1977                               | Thongor in the City of Magicians | Lin Carter                                         |                                              |
| Thongor am Ende der Zeit          | 1977                               | Thongor at the End of Time       | Lin Carter                                         |                                              |
| Lord der Sterne                   | 1980                               | A Private Cosmos                 | Philip José Farmer                                 |                                              |
| Feind des Dunklen Imperiums       | 1976                               | Sorcerer’s Amulet                | Michael Moorcock                                   |                                              |
| Diener des Runenstabs             | 1976                               | The Sword of the Dawn            | Michael Moorcock                                   |                                              |
| Die Welt der Drachen              | 1972                               | Dragonflight                     | Anne McCaffrey                                     |                                              |
| Schwerter im Nebel                | 1973                               | Swords in the Mist               | Fritz Leiber                                       |                                              |
| Die Schwerter von Lankhmar        | 1973                               | The Swords of Lankhmar           | Fritz Leiber                                       |                                              |
| Der Magier der Erdsee             | 1979                               | A Wizard of Earthsea             | Ursula K. Le Guin                                  |                                              |
| Degen der Gerechtigkeit           | 1975                               | The Hand of Solomon Kane         | Robert E. Howard                                   |                                              |
| Rächer der Verdammten             | 1975                               | The Hand of Solomon Kane         | Robert E. Howard                                   |                                              |
| Das letzte Einhorn                | 1970                               | The Last Unicorn                 | Peter S. Beagle                                    |                                              |
| Das Erbe der Titanen              | 1972                               | Sos the Rope                     | Piers Anthony                                      |                                              |

## Filmpreise
- Oscar
  - Bestes Szenenbild – John Brown, Edward Carrere, John Truscott – Camelot – Am Hofe König Arthurs
  - Bestes Kostüm-Design – John Truscott – Camelot – Am Hofe König Arthurs
  - Beste adaptierte Musik – Ken Darby, Alfred Newman – Camelot – Am Hofe König Arthurs
  - Bester Filmsong – Talk to the Animals – Doktor Dolittle – Leslie Bricusse
  - Beste visuelle Effekte – L. B. Abbott – Doktor Dolittle

- Golden Globe
  - Bester Hauptdarsteller – Musical/Komödie – Richard Harris – Camelot – Am Hofe König Arthurs
  - Beste Filmmusik – Frederick Loewe – Camelot – Am Hofe König Arthurs
  - Bester Filmsong – If Ever I Should Leave You – Camelot – Am Hofe König Arthurs – Alan Jay Lerner, Frederick Loewe
  - Bester Nebendarsteller – Richard Attenborough – Doktor Dolittle

## Neuerscheinungen Filme
| Deutscher Titel                   | Deutschsprachiges Erscheinungsjahr | Originaltitel          | Regie                | Anmerkungen |
| --------------------------------- | ---------------------------------- | ---------------------- | -------------------- | ----------- |
| Bestien lauern vor Caracas        | 1968                               | The Lost Continent     | Michael Carreras     |             |
| Fando und Lis                     | 2014                               | Fando y Lis            | Alejandro Jodorowsky |             |
|                                   |                                    | The Vengeance of She   | Cliff Owen           |             |
| Käpt’n Blackbeards Spuk-Kaschemme | 1968                               | Blackbeard’s Ghost     | Robert Stevenson     |             |
| Die süße Zeit mit Kalimagdora     | 1968                               | Sladky cas Kalimagdory | Leopold Lahola       |             |
| Teuflische Spiele                 |                                    | The Magus              | Guy Green            |             |

## Neuerscheinungen Fernsehserien
| Deutscher Titel         | gesendet  | Originaltitel         | Episoden | Staffeln | Anmerkungen |
| ----------------------- | --------- | --------------------- | -------- | -------- | ----------- |
| Der Geist und Mrs. Muir | 1968–1970 | The Ghost & Mrs. Muir | 50       | 2        |             |

## Geboren
- Elspeth Cooper
- Alexander Huiskes
- Alexander Lohmann
- Sergei Wassiljewitsch Lukjanenko
- Pierre Pevel
- Tricia Sullivan
- Jeff VanderMeer